# Магомедов, Рамазан Алиханович
Рамазан Алиханович Магомедов (бел. Рамазан Аліханaвіч Магамедаў; 7 июня 1985 года, с. Яндыки, Лиманский район, Астраханская область, РСФСР, СССР) — белорусский боксёр, участник летних Олимпийских игр.

## Биография
Воспитанник минского республиканского центра физического воспитания и спорта учащихся и студентов. 9 августа 2008 года на летних олимпийских играх в 1/16 финала встречался с египтянином Рамаданом Яссером. По истечении четырёх раундов счёт оказался ничейным 10:10, но по общему количеству ударов судьи отдали победу египтянину. После чего перешёл в профессионалы принимал участие во Всемирной боксёрской серии (WSB), выступал за клуб «Baku Fires» (Азербайджан).